# 格雷厄姆·康登
格雷厄姆·康登（英語：Graham Condon，1949年2月11日—2007年9月8日），新西兰男子游泳、田径运动员。他曾代表新西兰参加1968年、1972年、1976年、1980年、1984年和1988年夏季残疾人奥林匹克运动会，获得二枚金牌、二枚银牌和二枚铜牌。